# 李従茂
李 従茂（イ・ジョンム、り じゅうも、1360年 - 1425年6月9日）は、李氏朝鮮時代の武官。全羅道長水県(全羅北道長水郡)の出身。弓と馬に長けていた。
海賊退治や倭寇取り締まりで功績を挙げ、1401年の第二次王子の乱で太宗側に付き功績を挙げる。そのため太宗の信頼が厚く、順調に軍事キャリアを歴任し、1419年には応永の外寇の総大将に選ばれている、議政府賛成（従一品）、勲臣の最高位である府院君にも封じられている。1422年に太宗が亡くなった後は後ろ盾を失い政争に巻き込まれ流罪になった。しばらく後中央に復帰したがまもなく病死した。

## 略歴
- 1360年 全羅道長水県に生まれる。
- 1381年に父と共に江原道の海賊撃退で功績をあげる。
- 1397年、倭寇撃退で功績をあげ、節制使・上将軍になる。
- 1401年に第二次王子の乱で太宗側に着き功績を挙げ太宗の信頼を得る。以後地方の軍事キャリアを転々とする。
- 1406年、長川君に封ぜられる。
- 1417年、議政府参賛になる。
- 1419年、世宗元年。三軍都体察使になり、太宗の命により、応永の外寇の総大将になり、6月19日に巨済島を出発、対馬に侵攻するが宗貞盛に撃退される。貞盛は暴風雨の到来を告げて停戦を薦め[1]、従茂も名分が立ったとして講和を結んで7月3日に還った。しかし黄海道に倭寇がまた出現したため再び李従茂を総大将とし、対馬侵攻が検討されるが沙汰やみになる。恩賞に馬一頭と衣一包を賜り、議政府賛成になる。
- 1420年、長川府院君に封ぜられる。
- 1423年-1424年、明への謝恩使として中国に赴く。
- 1424年3月、罪を受け珍島に流刑になるも、病のため果川に留まる。
- 1425年、1月罪を許され長川府院君に復位する。 6月9日没（享年66）。

## 名を付けられた艦船
- 張保皐級潜水艦の5番艦「李従茂」がある。